# Színházak Éjszakája
A Színházak Éjszakája minden évben megtartott kulturális esemény, amelynek célja, hogy szélesre tárja a színházak kapuit, és tartalmas kikapcsolódási lehetőséget kínáljon, nem szokványos színházközeli élményeken keresztül. Ezen az éjszakán Budapest neves színházai, színészei különleges, egész estés programsorozattal várják a közönséget, hogy bemutathassák sokszínű, sokoldalú arcaikat. A teljes előadások mellett rendhagyó, interaktív programokra, kiállításokra, eddig még sosem látott előadásokra, gyerekműsorokra, koncertekre, beszélgetésekre hívnak mindenkit, aki többet szeretne látni mint egy hagyományos színházi előadás. A rendezvényre megvásárolt karszalaggal az összes részt vevő színház programja látogatható. A színházak saját és a rendezvény központi stábja mellett önkéntesek segítik az esemény zökkenőmentes lebonyolítását.
2013 decemberében a Színházak Éjszakája projekt Budapestért díjat kapott, amellyel a főváros elismerte annak létjogosultságát, és kivitelezés színvonalát, kulturális sokszínűségét, nélkülözhetetlenségét. 

## Története

### Előzmények
2011-ben a Budapest Fővárosi Önkormányzat által fenntartott színházak eldöntötték, hogy közös eseményt szerveznek. Az ötlet Máté Gábor, a Katona József Színház igazgatójának fejéből pattant ki a Budapesti Színigazgatók Egyesületének ülésén. Az esemény központi szervezését a Radnóti Miklós Színház vállalta el, Komáromi György, gazdasági igazgató vezetésével.

### 2012
2012. március 31-én óriási érdeklődés mellett, jó hangulatban zajlott az első Színházak Éjszakája és Budapest színházai hatalmas tömegeket vonzottak. A programok között szerepelt báblabirintus, Operett- és musical-parádé, Éjszakai teázó, Színházi peep-show, Aranyhal nézőhorgászat, a Lélek színpada, Szellemvasút, Retró Lehetetlen, Álomfejtés, Táncmaraton színészekkel, Éjszakai kabaré. Kováts Adél nézőket sminkelt, Ónodi Eszter pedig sört csapolt a kamerák előtt. Több mint 11 000 néző volt kíváncsi a részt vevő 13 színház programjaira.

### 2013
2013-ban május 4-én került megrendezésre a programsorozat, melyhez új belépőként csatlakozott a Jurányi Inkubátorház és a Centrál Színház. Bábborzongató barangolás, Ördögölő-csürdöngölő, Beatles koncert, Szívből soul, Alvószínház felnőtteknek, A Gondnokság, Nézőhorgászat, L’Élek, Kék Angyal bár, Mozgófénykép dalok, Best of kabaré várták a nagyérdeműt. Az eseményt pedig a Jurányi Inkubátorházban Afterparty zárta. A látogatottsági adatok alapján több mint 14000 néző vett részt az eseményen.

### 2014
2014-ben új időpontban, szeptember 20-án rendezték meg immár harmadik alkalommal a Színházak Éjszakáját. A 2013-ban tizennégyezer nézőt megmozgató egynapos színházi ünnephez 2014-ben még több színház csatlakozott. Újdonság, hogy az egynapos ünnep információs központja, az úgynevezett SzínházPONT már szeptember másodikától nyitva volt egészen az esemény napjáig, és ezalatt az időszak alatt többféle színházi és közösségi tevékenységnek is helyszínül szolgált.

### 2015
2015-ben az esemény időpontja szeptember 19-e. A 27 részt vevő színház: Átrium Film-Színház, Bethlen Téri Színház, Budapesti Operettszínház, Budapest Bábszínház, Centrál Színház, Dumaszínház, Játékszín, József Attila Színház, Jurányi Inkubátorház, Karinthy Színház, Katona József Színház, Kolibri Gyermek- és Ifjúsági Színház, Madách Színház, Magyar Állami Operaház, MU Színház, Nemzeti Színház, Örkény István Színház, Pesti Magyar Színház, Pinceszínház, Radnóti Miklós Színház, Rózsavölgyi Szalon Arts&Café, Ódry Színpad (Színház- és Filmművészeti Egyetem), Szkéné Színház, Thália Színház, Trafó, Újszínház, Vígszínház.

## Részt vevő színházak (2013)
- Budapest Bábszínház
- Budapesti Operettszínház
- Centrál Színház
- József Attila Színház
- Jurányi Inkubátorház
- Katona József Színház
- Kolibri Színház
- Madách Színház
- Mikroszkóp Színpad
- Örkény István Színház
- Radnóti Miklós Színház
- Szabad Tér Színház
- Thália Színház
- Újszínház
- Vígszínház

## Külső linkek
- a Színházak Éjszakája hivatalos honlapja Archiválva 2014. január 5-i dátummal a Wayback Machine-ben
- angol nyelvű tájékoztató